# Remeteszőlős, Pesta
Remeteszőlős  este un sat în districtul Budakesz, județul Pesta, Ungaria, având o populație de 697 de locuitori (2011). 

## Demografie
Componența etnică a satului Remeteszőlős
     Maghiari (93,09%)
     Germani (2,53%)
     Necunoscut (3,32%)
     Alții (1,06%)
Componența confesională a satului Remeteszőlős
     Romano-catolici (42,47%)
     Fără religie (22,81%)
     Reformați (7,32%)
     Atei (3,73%)
     Luterani (2,73%)
     Necunoscută (20,95%)
     Alte religii (0,57%)
Conform recensământului din 2011, satul Remeteszőlős avea 697 de locuitori. Din punct de vedere etnic, majoritatea locuitorilor (93,09%) erau maghiari, existând și minorități de germani (2,53%) și greci (1,06%). Apartenența etnică nu este cunoscută în cazul a 3,32% din locuitori. Nu există o religie majoritară, locuitorii fiind romano-catolici (42,47%), persoane fără religie (22,81%), reformați (7,32%), atei (3,73%) și luterani (2,73%). Pentru 20,95% din locuitori nu este cunoscută apartenența confesională.